# The Century Magazine

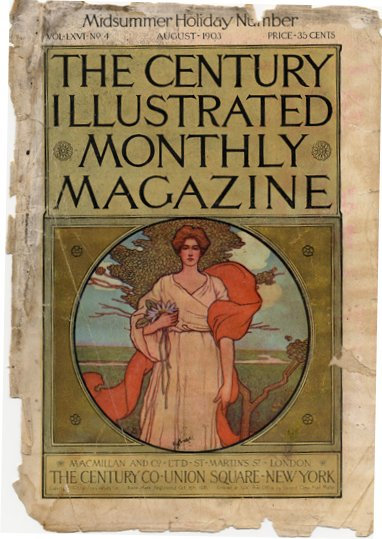
The Century Magazine

A The Century Magazine (português:Revista do Século) foi uma revista mensal ilustrada publicada pela primeira vez nos Estados Unidos em 1881 pelo The Century Company, de Nova York  como um sucessor para Scribner's Monthly Magazine. Deixou de ser publicada em 1930, quando foi incorporada a revista The Forum, em 1930.